# Espeland Station
Espeland Station (Espeland stoppested) er en jernbanestation på Vossebanen, der ligger ved byområdet Espeland i Bergen kommune i Norge. Den betjenes af veterantog fra Gamle Vossebanen.
Stationen blev oprettet som holdeplads 1. august 1899, da der var et behov for stop ved Janusfabrikken. 1. august 1964 omlagdes trafikken på strækningen mellem Tunestveit og Bergen, hvor stationen ligger, til en ny strækning. Stationen stod derefter ubenyttet hen i en årrække, men fra 1993 begyndte der at køre veterantog under navnet Gamle Vossebanen mellem Garnes og Midttun.
Stationsbygningen blev opført i 1899. Den ejes af Janusfabrikken, der restaureredes den i anledning af fabrikkens 110 års jubilæum i 2005.